# Хабиболлахи, Камаль
Камаль Хабиболлахи (перс. کمال حبیب‌اللهی‎;
1 февраля 1930, Астара (Иран) — 11 октября 2016, Рестон (Виргиния)) — иранский адмирал, последний командующий военно-морским флотом при правлении шаха Мохаммеда Резы Пехлеви. Непримиримый противник Исламской революции. Соратник Бахрама Арьяны в организации «Азадеган», организатор вооружённой борьбы против шиитской теократии Хомейни.

## Происхождение
Родился в Астаре в семье иранских азербайджанцев. Отец Камаля Хабиболлахи был письмоводителем, отличался глубокой шиитской религиозностью, завещал земельный участок в вакуфную собственность мечети. В детстве Камаль был свидетелем советской оккупации Иранского Азербайджана, с юности проникся антисоветизмом и антикоммунизмом.
После школы в Тегеране Камаль Хабиболлахи окончил Офицерское училище. Поступил служить в шахский военный флот. Проходил военно-морскую подготовку в Великобритании и США.

## Военно-морская служба

### Офицер
В 1964 Камаль Хабиболлахи получил офицерское звание лейтенант флота. В 1965 командовал подразделением из четырёх ракетных фрегатов. С 1969 — офицер штаба ВМС Ирана. Участвовал в захвате Ираном островов Абу-Муса, Большой Танб и Малый Танб в Ормузском проливе 30 ноября 1971 (принадлежность этих островов после ухода британских войск оспаривали Иран и ОАЭ).
С 1972 — в звании коммодора. С 1974 командовал Буширской военно-морской базой, тогда же принял командование соединением иранских ВМС в Персидском заливе. С 1976 — вице-адмирал и командующий шахским ВМФ.

### Адмирал
Во главе иранских военно-морских сил Камаль Хабиболлахи предпринимал серьёзные усилия для военного усиления и оптимизации командной структуры флота. Его решением штаб ВМС был перенесён из Бушира в Бендер-Аббас — что, по его мнению, лучше обеспечивало контроль над коммуникациями Персидского залива.
Рассматривался политическим руководством как один из самых перспективных офицеров иранских вооружённых сил. Был убеждённым националистом и монархистом, сторонником Белой революции шаха Мохаммеда Реза Пехлеви. Монарх делал на него ставку в своей кампании борьбы с коррупцией (предшественники Хабиболлахи адмиралы Фараджолла Расайи и Аббас Рамзи Атайи были уволены по коррупционным обвинениям).
Камаль Хабиболлахи был убеждённым и активным антикоммунистом. Он участвовал в подавлении марксистского повстанческого движения в Омане — Дофарской войне — в составе иранского контингента на стороне султана Кабуса. В целом его политическая позиция рассматривалась экспертами как прозападная. Хабиболлахи был сторонником военно-политического присутствия США на Ближнем и Среднем Востоке. Занимал сторону Израиля в Ближневосточном конфликте, поддерживал военно-техническое сотрудничество с израильскими ВМС. Главным противником Ирана Хабиболлахи считал Советский Союз.

## Сторонник жёсткого курса
В январе 1978 началась Исламская революция в Иране. Вице-адмирал Хабиболлахи был её решительным противником и выступал за жёсткое силовое подавление. Занимал посты министра образования и культуры в военном правительстве Голяма Реза Азхари. Состоял в чрезвычайном «антикризисном комитете вооружённых сил», в который входили также начальник генштаба генерал Карабаги, командующий сухопутными войсками генерал Бадреи, командующий ВВС генерал Рабии, директор САВАК генерал Могадам, куратор военной промышленности генерал Амини-Ашфар.
При этом он совершал ошибку, распространённую в шахском генералитете: недооценивая исламско-фундаменталистский фактор, Хабиболлахи полагал, что борьба идёт против коммунизма.
Камаль Хабиболлахи предлагал шаху вести интенсивный огонь по демонстрантам, «убить несколько тысяч человек» — и такой ценой остановить восстание, даже если это будет нарушением конституции. Шах не согласился на это. Тогда вице-адмирал Хабиболлахи примкнул к генералу Бадреи, который до последнего дня разрабатывал план государственного переворота и установления жёстко контрреволюционной военной диктатуры. Однако и для такого варианта время оказалось упущено.
11 февраля 1979 Исламская революция одержала победу. К власти пришли исламисты во главе с аятоллой Хомейни. В тот же день Камаль Хабиболлахи участвовал в заседании Высшего военного совета, созванного начальником генерального штаба Аббасом Карабаги. Вице-адмирал Хабиболлахи от имени ВМС Ирана подписал коммюнике, в котором было заявлено о «нейтралитете вооружённых сил» в политическом конфликте.

## Эмигрант

### В командовании«Азадеган»
Вскоре Камаль Хабиболлахи покинул Иран и обосновался во Франции. Он активно участвовал в политической консолидации иранских эмигрантов, особенно военных, и в организации вооружённого сопротивления клерикальному режиму Хомейни. Вице-адмирал Хабиболлахи был одним из руководителей военно-монархической антиисламистской организации Азадеган, во главе которой стоял генерал Бахрам Арьяна.
13 августа 1981 года группой из 25 человек под руководством Хабиболлахи был совершён стал захват ракетного катера Tabarzin — построенного во Франции для иранских ВМС по договору с шахским правительством и направленного в Иран уже при Хомейни.  По приказу генерала Арьяны 13 августа 1981 боевики «Азадеган» захватили судно близ испанского порта Кадис и привели в Тулон. Иранское правительство объявило это актом пиратства, однако французские власти предоставили убежище активистам «Азадеган». На пресс-конференции неделю спустя Хабиболлахи анонсировал продолжение атак на режим Хомейни Он также выразил поддержку Шапуру Бахтияру (последний премьер шахской монархии) и осудил Абольхасана Банисадра (первый президент исламской республики), незадолго до того бежавшего из Ирана во Францию. С организацией Бахтияра НАМИР был установлен военно-политический союз.

### На жительстве в США
После смерти генерала Арьяны в 1985 деятельность «Азадеган» постепенно сошла на нет. Камаль Хабиболлахи перебрался в США, жил в Вашингтоне. Выступал с лекциями и интервью в университетах, военных академиях, в которых указывал на опасность глобального исламского фундаментализма и терроризма и необходимость противостояния ему.
Скончался Камаль Хабиболлахи в возрасте 86 лет. Соболезнования в этой связи выразил шахзаде Реза Кир Пехлеви, отметивший заслуги вице-адмирала на шахской службе.

## Семья и имидж
Камаль Хабиболлахи был женат, имел сына. Знавшие его люди оценивали Хабиболлахи как человека умного, доброжелательного, элегантного в манерах. Он свободно говорил на английском, французском, итальянском и турецком языках. Увлекался теннисом, спортивным плаванием и современными (для того времени) танцами.